# Seymour Papert
Seymour Papert (Pretoria, Sudáfrica, 29 de febrero de 1928-Blue Hill, Hancock, Maine, 31 de julio de 2016) fue un pionero de la inteligencia artificial, inventor del lenguaje de programación Logo en 1968. Es considerado como destacado científico computacional, matemático y educador. En 1949 obtuvo un bachillerato de la Universidad de Witwatersrand y un doctorado en matemáticas en 1952. En 1959 obtuvo su segundo doctorado de matemáticas en la Universidad de Cambridge.
Seymour Papert trabajó con el psicólogo educativo Jean Piaget en la Universidad de Ginebra, desde 1959 hasta 1963.
En 1963 fue invitado a unirse al Instituto Tecnológico de Massachusetts (MIT), donde en unión de Marvin Minsky fundó el Instituto de Inteligencia Artificial.

## Contribuciones
- Basándose en los trabajos sobre constructivismo de Jean Piaget, ha desarrollado una visión del aprendizaje llamada construccionismo.
- Aplica la teoría de Piaget para desarrollar un lenguaje de programación de ordenadores llamado Logo. Logo funciona como un instrumento didáctico que permite a los alumnos, sobre todo a los más pequeños, construir sus conocimientos. Es una potente herramienta para el desarrollo de los procesos de pensamiento lógico-matemáticos. Para ello, construyó un robot llamado la "tortuga de Logo", que permitía a los alumnos resolver problemas.
- Trabajó con Piaget en 1960 y se le suele considerar como uno de sus más destacados discípulos. Se cuenta que en una ocasión Piaget dijo que nadie entendía sus ideas tan bien como Papert.
- Creó el "Epistemology & Learning Research Group" ("Grupo de Investigación sobre el Aprendizaje y la Epistemología") en el Instituto Tecnológico de Massachusetts (MIT).
- Colaboró con LEGO en un producto programable en Logo.

## Accidente
A finales de 2006 fue arrollado por una motocicleta en Hanói, Vietnam, por lo que estuvo en coma durante un tiempo.

## Libros
- Perceptrons, (con Marvin Minsky), MIT Press, 1969 (edición expandida, 1988), ISBN 0-262-63111-3 (en inglés)
- Counter-free automata, 1971, ISBN 0-262-13076-9 (en inglés)
- Tormentas de Mentes (Mindstorms), Niños, Computadoras e Ideas poderosas (1980), ISBN 0-465-04674-6.
- Desafío a la mente. Computadoras y Educación (1981).
- Papert, S. & Harel, I. (eds). (1991) Constructionism: research reports and essays 1985 - 1990 por el Grupo de Investigación de Aprendizaje y Epistemiología, the Media Lab, Massachusetts Institute of Technology, Ablex Pub. Corp, Norwood, NJ. (en inglés)
- La máquina de los niños. Replantearse la educación en la era de los ordenadores (1995), ISBN 0-465-01063-6.
- La familia conectada. Padres, hijos y computadoras (1997), ISBN 1-56352-335-3.